# لووکا (ناحیه بلانسکو)
لووکا (به چکی: Louka) یک منطقهٔ مسکونی در جمهوری چک است که در ناحیه بلانسکو واقع شده‌است. لووکا ۸٫۶ کیلومتر مربع مساحت و ۶۹ نفر جمعیت دارد و ۵۷۸ متر بالاتر از سطح دریا واقع شده‌است.